# تيري إيفانز (لاعب كرة قدم)
تيري إيفانز (بالإنجليزية: Terry Evans)‏ هو لاعب كرة قدم بريطاني، ولد في 8 يناير 1976 في Pontypridd ‏ في المملكة المتحدة. شارك مع منتخب ويلز تحت 21 سنة لكرة القدم. أما مع النوادي، فقد لعب مع سوانزي سيتي وكارديف سيتي ونادي باري تاون يونايتد ونيوبورت كونتي.

## وصلات خارجية
- تيري إيفانز على موقع Soccerbase.com (لاعب) (الإنجليزية)